# Francisco de Saavedra (obraz Francisca Goi)

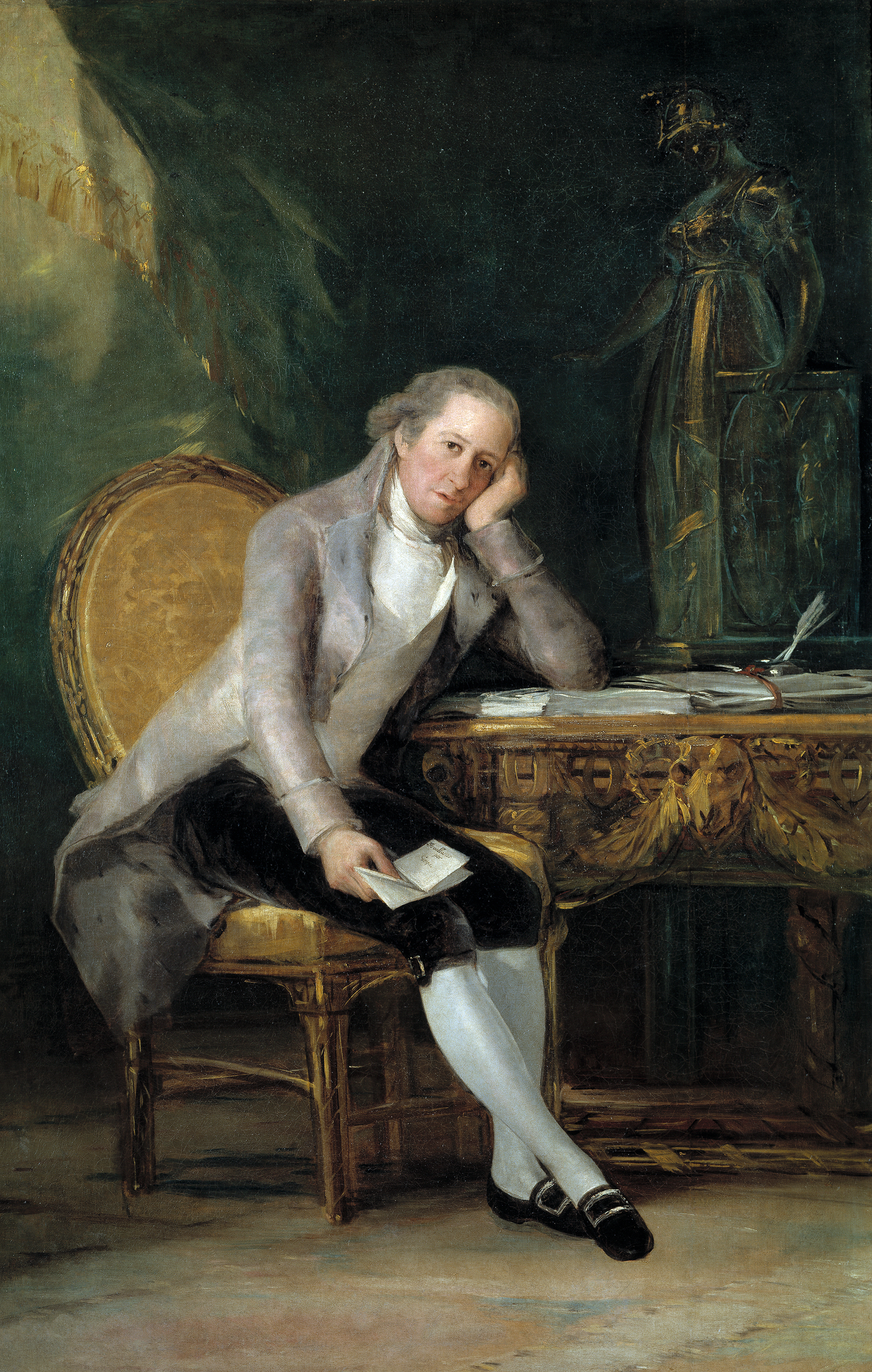
Portret Gaspara Melchora de Jovellanosa z 1798 roku

Francisco de Saavedra – obraz olejny hiszpańskiego malarza Francisca Goi. Portret przedstawia Francisca de Saavedrę (1746–1819), hiszpańskiego dyplomatę, wojskowego i człowieka oświecenia. Znajduje się w zbiorach Courtauld Gallery w Londynie.

## Okoliczności powstania
Lata 90. XVIII wieku były dla Goi okresem transformacji stylistycznej i intensywnej aktywności malarskiej. Obraz powstał w 1798 roku, kilka lat po ataku ciężkiej choroby, w wyniku której Goya prawie rok walczył ze śmiercią, paraliżem i ślepotą. Doszedł do zdrowia tylko częściowo, pozostał jednak głuchy do końca życia. Szybko wrócił do pracy, mimo że nadal odczuwał następstwa choroby. Starał się przekonać kręgi artystyczne, że choroba nie osłabiła jego zdolności malarskich, gdyż plotki o jego ułomności mogły poważnie zaszkodzić dalszej karierze. Zaczął pracować nad obrazami gabinetowymi niewielkich rozmiarów, które nie nadwerężały jego fizycznej kondycji. Z pomocą przyszedł mu polityk Gaspar Melchor de Jovellanos – dzięki jego decyzji w 1798 Goya otrzymał zlecenie na freski w kościele San Antonio de la Florida w Madrycie. Zamówił także swój portret oraz podobiznę Francisca de Saavedry. Choroba przerwała także jego cieszącą się powodzeniem pracę portrecisty, do której powrócił z zaostrzonym zmysłem obserwacji, być może spotęgowanym przez utratę słuchu. Goya malował członków rodziny królewskiej, arystokracji, burżuazji, duchownych, polityków, bankierów oraz ludzi związanych z kulturą. Często portretował też swoich przyjaciół z kręgu liberałów i ilustrados.
Korespondencja malarza z jego przyjacielem Martínem Zapaterem z 27 marca 1798 roku dostarcza informacji o powstaniu portretu Saavedry. Goya przebywał wtedy na zaproszenie Jovellanosa w pałacu w Aranjuez, letniej rezydencji królewskiej. Obaj politycy – Saavedra i Jovellanos – reprezentowali oświeceniowe poglądy i łączyła ich przyjaźń. W 1798 otrzymali ważne stanowiska: Saavedra został sekretarzem stanu, a Jovellanos ministrem sprawiedliwości. Minister próbował przekonać Goyę, aby został w Aranjuez dłużej, aby Saavedra mógł mu pozować. Jednak Goya nie miał ze sobą odpowiedniego płótna, dlatego wrócił do Madrytu, gdzie niedługo potem namalował obraz. Portret został opłacony 19 lipca 1798 i był eksponowany w domu Jovellanosa w Gijón. Reflektografia w podczerwieni wykazała, że malarz pracował najpierw nad głową postaci – prawdopodobnie kiedy Saavedra pozował, a pozostałe elementy dokończył w warsztacie.

## Opis obrazu
Francisco de Saavedra został przedstawiony w całej postaci. Siedzi przy biurku, na którym leżą dokumenty i kałamarze z piórami. Ma na sobie niebieski frak i kamizelkę, białą koszulę, aksamitne spodnie i białe pończochy. Na piersi nosi order Karola III, przyznany mu w 1782 roku. Ciemne tło wydobywa kolory jego stroju, a także złote odcienie mebli. Neutralne tło dodatkowo skupia uwagę widza na twarzy polityka, jego osobowości i stanie ducha w kulminacyjnym punkcie kariery. Goya zastosował typowe szybkie pociągnięcie pędzlem. W niektórych miejscach widoczny jest pomarańczowo-różowy podkład, zwłaszcza na niebieskim kaftanie, co nadaje materiałowi efekt głębi i tekstury.
August L. Mayer wskazuje na wpływ XVIII-wiecznego portretu angielskiego, który Goya znał z rycin. Elizabeth Trapier wskazuje na podobieństwa z Portretem Karla Friedricha Abela Thomasa Gainsborough. Zastosowane przez Goyę tło mogło być efektem tej inspiracji lub też zostać zasugerowane przez Saavedrę, który słynął z „angielskiego” charakteru swojego domu.
Porównując portrety oświeceniowych polityków Jovellanosa i Saavedry, które Goya namalował w tym samym roku, można zauważyć podobieństwa w kompozycji, a także istotne różnice w przedstawieniu postaci. Obaj siedzą przy biurku z dokumentami, zwróceni w prawą stronę. Jovellanos ma 54 lata, a Saavedra 51. Jovellanos jest zamyślony, siedzi przy zdobionym stole i refleksyjnie spogląda na widza. Saavedra przy przenośnym, składanym biurku zdaje się zwracać do kogoś znajdującego się poza kadrem, sprawia wrażenie, że właśnie podjął decyzję i wstanie gotowy do działania. Portret Jovellanosa to paradygmat vita contemplativa, podczas gdy Saavedra reprezentuje vita activa. Saavedra miał przezwisko Gitano – Cygan, prawdopodobnie ze względu na ciemną karnację. Jovellanos był nazywany Dómine – w znaczeniu Mistrz lub Pan, być może ze względu na jasną karnację i szlachetne rysy twarzy.
Na materiale pokrywającym stół widnieje inskrypcja: Saavedra / por / Goya (Saavedra [namalowany] przez Goyę).

## Proweniencja
Obraz był przechowywany w domu Jovellanosa w Gijón; po jego śmierci pozostał w posiadaniu rodziny Cienfuegos-Jovellanos. Później był częścią kolekcji Alejandra Pidala w Madrycie, galerii Boussod et Valadon w Paryżu oraz barona Cochina. W 1919 roku na aukcji w Paryżu został sprzedany galerii M. Knoedler & Co. z Londynu. W 1928 roku Galeria Frederika Mullera w Amsterdamie sprzedała ją wicehrabiemu Lee of Fareham, współzałożycielowi Courtauld Gallery.